# La Almunia del Romeral
La Almunia del Romeral (en aragonés L'Almunia d'o Romeral) es una localidad de la comarca Hoya de Huesca, que pertenece al municipio de Loporzano en la provincia de Huesca, España, su distancia a Huesca es de 23 km.

## Toponimia
El nombre de la localidad proviene de la palabra hispano árabe almúnya que significa huerto, aunque el nombre completo no aparece hasta el 1629.
Anteriormente apareció solamente como "La Almunia" hasta el 1495, cuando aparece denominado como "La Almunia de Sipán" posiblemente por la fusión de ambas poblaciones.

## Demografía
| 1970 | 2000 | 2002 | 2004 | 2006 | 2008 | 2010 |
| ---- | ---- | ---- | ---- | ---- | ---- | ---- |
| ?    | 51   | 51   | 50   | 46   | 44   | 45   |

## Historia
Fue conquistado alrededor del 1080 por Sancho Ramírez, quien lo donó al Castillo de Montearagón, perteneciendo bajo su dominio hasta la desamortización en el siglo XIX.
En el fogaje de 1495 aparecen tres fuegos en la población con Johan Destarria, Martín de Cella y Martín Daroqua a la cabeza de cada uno.
Hasta finales del XVIII existió una pequeña fundición de cobre, que hasta entonces funcionó con potencia.
En su obra, Diccionario geográfico-estadístico-histórico de España y sus posesiones de Ultramar Pascual Madoz lo describía como:

Formaban el pueblo 20 casas (10 vecinos y 100 almas) de un solo piso alto, distribuidas en calles irregulares e incómodas y sin empedrar, una escuela a la que concurrían doce niños y una iglesia bajo la advocación de San Vicente, mártir.

El terreno participaba de monte llano y aquél, en lo inculto, estaba poblado de bojes, romeros y algunas encinas y carrascas que dan suficiente leña para combustible y carboneo y cría hierbas de pasto; en lo cultivado y parte llana era flojo, pedregoso, secano y de menos que mediana calidad

Se constituyó como ayuntamiento independiente en el 1834 pero en el 1845 se incorpora dentro del término municipal de Santa Eulalia la Mayor y posteriormente en el 1960 al de Loporzano.

## Patrimonio

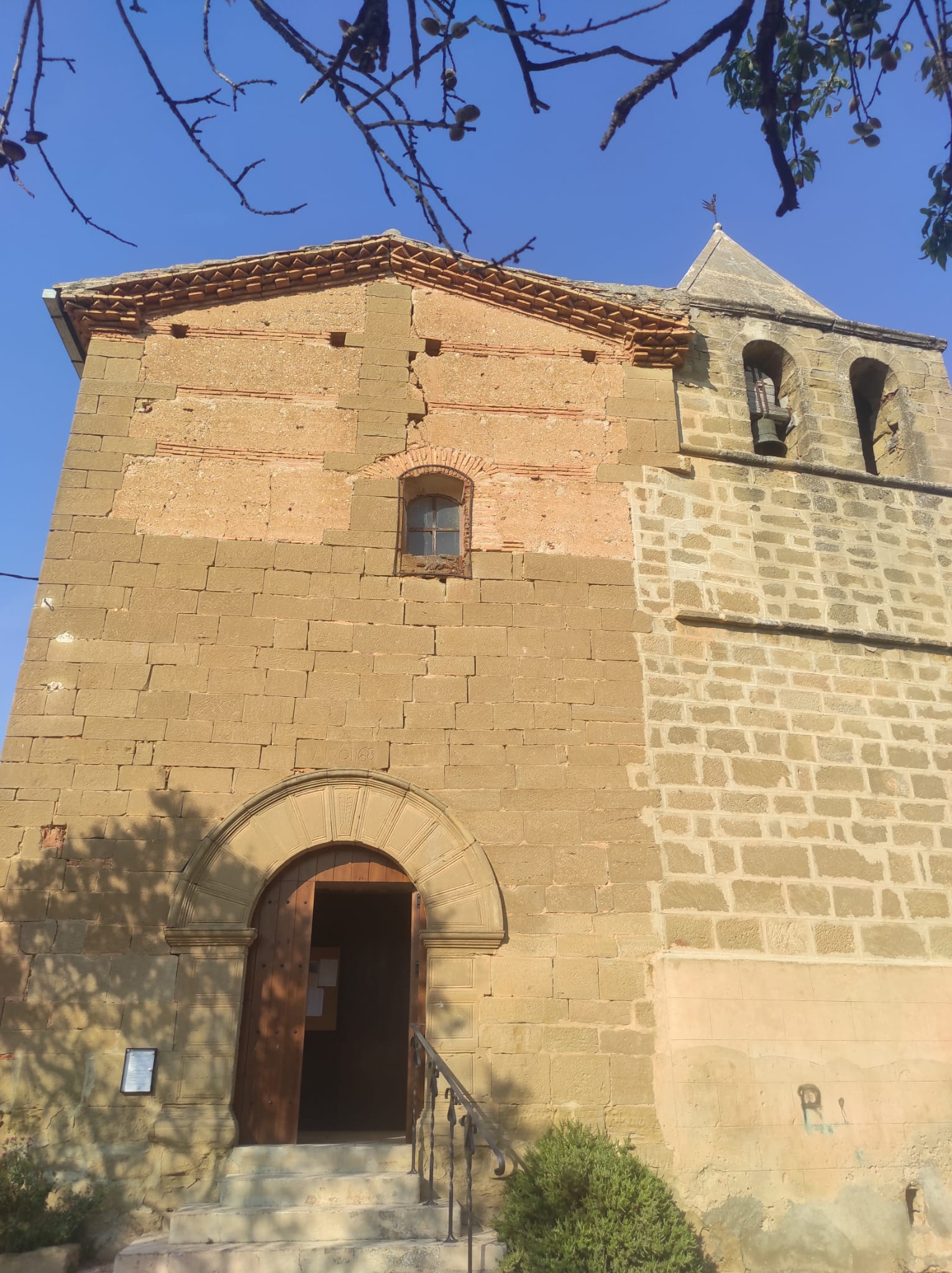
Portada de la Iglesia de San Vicente Mártir

### Iglesia de San Vicente Mártir
Se trata de un edificio construido en sillar y tapial de tierra, barroco del siglo XVIII, de planta rectangular con nave única y una cabecera plana orientada al este, además de tener una torre al suroeste de planta  grande pero no de altura, compuesta de cuatro cuerpos de sillería separados por línea de imposta de piedra y está coronada por un chapitel piramidal de planta cuadrada.
La portada tiene un arco de medio punto enmarcado por una moldura y dovelas encintadas con acanaladura doble de sección rectangular que recorre todo su contorno y con clave decorada con motivo vegetal, estando las jambas del arco cajeadas, igualmente, sobre la clave aparece en un sillar la fecha 1768.
En su interior se recubre con una bóveda de lunetos dividida en cuatro tramos a través de arcos fajones de medio punto que a su vez se apoyan en una cornisa moldurada con entablamento clásico situado sobre unas pilastras acanaladas decorativas, igualmente el interior está decorado con estuco de motivos vegetales.